# Morgan Ciprès
Morgan Ciprès (Melun, 24 aprile 1991) è un pattinatore artistico su ghiaccio francese, campione europeo nel 2019 in coppia con Vanessa James.

## Biografia
Attivo inizialmente nel singolo, nel settembre 2010 Morgan Ciprès ha iniziato a gareggiare in coppia con Vanessa James. Insieme hanno partecipato alle Olimpiadi di Soči 2014, piazzandosi decimi, e pure a quelle di Pyeongchang 2018 dove sono giunti quinti.

## Palmarès

### Coppia con James
| Internazionali | Internazionali | Internazionali | Internazionali | Internazionali | Internazionali | Internazionali | Internazionali | Internazionali | Internazionali |
| Evento | 2011–12        | 2012–13        | 2013–14        | 2014–15        | 2015–16        | 2016–17        | 2017–18        | 2018–19        | 2019–20        |
| --- | -------------- | -------------- | -------------- | -------------- | -------------- | -------------- | -------------- | -------------- | -------------- |
| Giochi olimpici invernali                                                                                                   |                |                | 10°            |                |                |                | 5°             |                |                |
| Campionati mondiali | 16°            | 8°             | 10°            | 9°             | 10°            | 8°             | 3°             | 5°             |                |
| Campionati europei | 6°             | 4°             | 5°             | 5°             | 4°             | 3°             | 4°             | 1°             |                |
| GP Final |                |                |                |                |                |                |                | 1°             |                |
| GP Trophée Eric Bompard | 8°             | 6°             | 5°             | 5°             | 2°             | 3°             | 2°             | 1°             | R              |
| GP NHK Trophy |                |                |                |                | 6°             |                |                |                | R              |
| GP Skate Canada |                |                |                | 5°             |                |                | 3°             | 1°             |                |
| GP Skate America |                | 4°             | R              |                |                | 4°             |                |                |                |
| CS Autumn Classic |                |                |                |                |                | 2°             | 1°             | 1°             |                |
| CS Nebelhorn Trophy |                |                |                | 4°             | 3°             |                |                |                |                |
| Challenge Cup |                | 1°             |                |                |                |                |                |                |                |
| Cup de Nice | 5°             |                |                |                |                |                |                |                |                |
| Cup du Tyrol |                |                |                |                | 2°             |                |                |                |                |
| Denkova-Staviski Cup |                |                | 1°             |                |                |                |                |                |                |
| Nebelhorn Trophy |                | 3°             |                |                |                |                |                |                |                |
| Ondrej Nepela Trophy | 5°             |                |                |                |                |                |                |                |                |
| NRW Trophy |                | 3°             |                |                |                |                |                |                |                |
| Universiadi |                |                |                | 3°             |                |                |                |                |                |
| Nazionali |                |                |                |                |                |                |                |                |                |
| Campionati francesi | 2°             | 1°             | 1°             | 1°             | 1°             | 1°             | R              | 1°             |                |
| Eventi a squadre |                |                |                |                |                |                |                |                |                |
| Giochi olimpici invernali                                                                                                   |                |                | 6° S 7° P      |                |                |                | 10° S 6° P     |                |                |
| World Team Trophy |                | 6° S 4° P      |                | 6° S 5° P      |                | 6° S 1° P      |                | 4° S 1° P      |                |
| R = Ritirati; S = Risultato della squadra; P = Risultato personale. Medaglie assegnate solo per il risultato della squadra. |                |                |                |                |                |                |                |                |                |

### Individuale maschile
| Internazionali             | Internazionali | Internazionali | Internazionali | Internazionali | Internazionali | Internazionali |
| Evento                     | 2004–05        | 2005–06        | 2006–07        | 2007–08        | 2008–09        | 2009–10        |
| -------------------------- | -------------- | -------------- | -------------- | -------------- | -------------- | -------------- |
| Campionati mondiali junior |                |                |                |                |                | 13°            |
| JGP Repubblica Ceca        |                |                | 17°            |                | 11°            |                |
| JGP Estonia                |                | 13°            |                |                |                |                |
| JGP Germania               |                |                |                |                |                | 11°            |
| JGP Ungheria               |                |                |                |                |                | 9°             |
| JGP Paesi Bassi            |                |                | 18°            |                |                |                |
| JGP Ucraine                | 20°            |                |                |                |                |                |
| JGP Gran Bretagna          |                |                |                |                | 9°             |                |
| Nazionali                  |                |                |                |                |                |                |
| Campionato francese        |                |                | 11°            |                | 7°             | 4°             |